# Морікао
Морікао (англ. Morikao) — це поселення на Абаянзі, атолі у Кірибаті. За переписом 2010 року у Морікао проживає 233 мешканця. Найближчі поселення: Коінава і Аонобуака — на півночі, та Табурао — на півдні.
Середня школа Стівена Вітмі знаходиться у Морікао.